# José Gutiérrez
José Miguel Gutiérrez Suárez (ur. 27 października 2001 w Villa Clara) – kubański siatkarz, reprezentant kraju, grający na pozycji przyjmującego.
Jego o 4 lata starszy brat Miguel, również jest siatkarzem.

## Sukcesy klubowe
Mistrzostwo Kuby:
- 2018

Superpuchar Francji:
- 2021[9]

Puchar Francji:
- 2022[10]

Mistrzostwo Kataru:
- 2024[11]

Puchar Kataru:
- 2024[12]

## Sukcesy reprezentacyjne
Mistrzostwa Ameryki Północnej, Środkowej i Karaibów Kadetów:
- 2018[13]
- 2014

Puchar Panamerykański U-23:
- 2018[14]

Puchar Panamerykański Kadetów:
- 2019[15]

Puchar Panamerykański Juniorów:
- 2019[16]

Igrzyska Ameryki Środkowej i Karaibów:
- 2023[17]

Mistrzostwa Ameryki Północnej, Środkowej i Karaibów:
- 2023[18]

## Udział siatkarza w pozostałych międzynarodowych turniejach w reprezentacji Kuby[19]
| Turniej                     | Miejsce     | Rok  |
| --------------------------- | ----------- | ---- |
| Mistrzostwa Świata Kadetów  | 12. miejsce | 2019 |
| Mistrzostwa Świata Juniorów | 10. miejsce | 2019 |
| Mistrzostwa Świata Juniorów | 11. miejsce | 2021 |
| Mistrzostwa Świata          | 14. miejsce | 2022 |
| Puchar Panamerykański       | 8. miejsce  | 2023 |
| Liga Narodów                | 13. miejsce | 2023 |
| Liga Narodów                | 9. miejsce  | 2024 |

## Nagrody indywidualne
- 2014: Najlepszy atakujący Mistrzostw Ameryki Północnej, Środkowej i Karaibów Kadetów
- 2018: Najlepszy przyjmujący Mistrzostw Ameryki Północnej, Środkowej i Karaibów Kadetów[20]
- 2019: MVP i najlepszy zagrywający Pucharu Panamerykańskiego Kadetów[21]
- 2019: Najlepszy przyjmujący Pucharu Panamerykańskiego Juniorów[22]
- 2023: Najlepszy przyjmujący Pucharu Panamerykańskiego[23]